# Епархия Мьичины
Епархия Мьичины (лат. Dioecesis Myitkyinaënsis) — епархия Римско-Католической церкви с центром в городе Мьичина, Мьянма. Епархия Мьичины входит в митрополию Мандалая. Кафедральным собором епархии Мьичины является церковь святого Колумбана.

## История
5 января 1939 года Римский папа Пий XI издал буллу Birmaniae Septemtrionalis, которой учредил апостольскую префектуру Бамо, выделив её из апостольского викариата Центральной Бирмы (сегодня — Архиепархия Мандалая).
21 февраля 1961 года Римский папа Иоанн XXIII выпустил буллу Quod sacrum, которой преобразовал апостольскую префектуру Бамо в епархию. В этот же день кафедру епархии была переведена в город Мьичина и епархия стала именоваться как епархия Мьичины.
28 августа 2006 года епархия Мьичины передала часть своей территории для возведения новой епархии Бамо.

## Ординарии епархии
- епископ Patrizio Usher (7.01.1939 — 1958);
- епископ John James Howe (18.07.1959 — 9.12.1976);
- епископ Paul Zingtung Grawng (9.12.1976 — 24.05.2003) — назначен архиепископом Мандалая;
- епископ Francis Daw Tang (3.12.2004 — по настоящее время).

## Источник
- Annuario Pontificio, Ватикан, 2007
- Булла Birmaniae Septemtrionalis, AAS 31 (1939), стр. 161  (лат.)
- Булла Quod sacrum, AAS 53 (1961), стр. 651  (лат.)